# Махунджиа
Махунджиа или Махунджра (абх. Махунджра, груз. მახუნჯია) — село в Абхазии, в Галском районе частично признанной Республики Абхазия, согласно административному делению Грузии — в Гальском муниципалитете Абхазской Автономной Республики. Расположено у южной окраины райцентра Гал. В административном отношении село представляет собой административный центр сельской администрации Махунджра.

## Границы
На западе сельская администрация Махунджра (Махунджиа) граничит с городом Гал и с/а (селом) Шашикуара; на юге — с с/а (селом) Чубурхиндж Галского района, на востоке — с с/а (селом) Дихазурга; на севере, по реке Эрисцкали (Эрцкар) и Гальскому водохранилищу, — с с/а (сёлами) Первый Гал, Речху и Гумрыш Ткуарчалского района.

## Администрация
Сельской администрации Махунджра (Махунджиа) подчинены сёла:
- собственно Махунджиа (Махунджра), у юго-восточной окраины города Гал —  1195 человек (1989 г.)
- Цхири (Цхир), к востоку и северо-востоку от Махунджиа (Махунджра) —  476 человек (1989 г.)

## Население
По данным переписи 1989 года на территории Махунджийской сельской администрации (сельсовета) жило 1671 человек, по данным переписи 2011 года население сельской администрации Махунджра составило 1020 человек, в основном грузины (97,7 %).